# Onosma angustissimum
Onosma angustissimum är en strävbladig växtart som beskrevs av Heinrich Carl Haussknecht och Bornm. Onosma angustissimum ingår i släktet Onosma och familjen strävbladiga växter. Inga underarter finns listade i Catalogue of Life.